# Beslán
Beslán (ˈʙeʃlæ̃ɴⓘ en Idioma osético: Беслæн, en ruso: Беслан) es un ciudad que se encuentra en la República de Osetia del Norte-Alania, en Rusia y es el centro administrativo del Distrito Pravoberezhny. Es la tercera ciudad más poblada de Osetia del Norte, después de Vladikavkaz y Mozdok. Beslán se encuentra a unos 15 km de Vladikavkaz.

## Historia
La ciudad de Beslán fue fundada en 1847 por emigrantes de otras partes de Ossetia y fue llamada Beslanykau ("el asentamiento de Beslan") en honor de un señor local, Beslan Tulatov.

### Masacre de la escuela de Beslán
El 1 de septiembre de 2004, el colegio de enseñanza media Número Uno de Beslán fue tomado por militantes musulmanes chechenos armados. El secuestro acabó el 3 de septiembre con un sangriento tiroteo entre los terroristas y las fuerzas de seguridad, que se saldó con más de 300 muertes.